# خاوی لوپز (بازیکن فوتبال، زاده ۱۹۸۶)
خاوی لوپز (انگلیسی: Javi López؛ زادهٔ ۲۱ ژانویهٔ ۱۹۸۶) بازیکن فوتبال اهل اسپانیا است.
از باشگاه‌هایی که در آن بازی کرده‌است می‌توان به باشگاه فوتبال رئال بتیس و باشگاه فوتبال اسپانیول اشاره کرد.